# SG Glücksbrunn Schweina
Die SG Glücksbrunn Schweina e. V. ist ein Sportverein aus dem Ortsteil Schweina der Stadt Bad Liebenstein im Wartburgkreis in Thüringen. Den größten Erfolg erzielte der Verein unter dem Namen BSG Motor Bad Liebenstein als er 1970 den Suhler Bezirkspokal gewann und anschließend am FDGB-Pokal teilnahm. Aktuell spielen die Schweinaer Fußballer in der Landesklasse Thüringen Staffel 3.

## Geschichte
Fußballsport gibt es in Schweina seit 1919. Schon vor dem Zweiten Weltkrieg spielten mehrere Fußballvereine (z. B. Sportclub, Wacker, TUS, NWK). Unter der Leitung von Albin Stäblein wurde 1947 die SG Glücksbrunn Schweina gegründet. Von 1950 bis 1954 trat der Verein als Motor Schweina im Ligabetrieb an.

### BSG Motor Bad Liebenstein
Ab 1954 gab es mit der Eingemeindung von Schweina nach Bad Liebenstein wieder einen neuen Namen; die 1. Fußball-Männermannschaft der BSG Motor Bad Liebenstein kam bis 1959 nicht über die damals fünftklassige Bezirksklasse Suhl hinaus. Erst am Ende der Saison 1959, zu dieser Zeit im Kalenderjahr-Rhythmus, gelang die Qualifikation für die Bezirksliga Suhl. In der 14 Mannschaften umfassenden Staffel West erreichte die BSG Motor 1960 den 12. Platz und sicherte sich damit knapp den Klassenerhalt. Die Saison 1961/62 ging wegen der Umstellung auf das Herbst-Frühling-Spieljahr über 39 Runden, und die Liebensteiner hielten mit Rang 11 erneut die Klasse. Die gleiche Platzierung reichte ein Jahr später nicht mehr, da sich wegen der Auflösung der drittklassigen II. DDR-Liga die Zahl der Absteiger erhöht hatte.
Erst 1965 konnte die BSG Motor einen erneuten Anlauf in die nun drittklassige Bezirksliga nehmen. Es reichte in der Saison 1965/66 aber nur zu Platz 12 im 14er-Feld, zu wenig für den Klassenerhalt. Obwohl danach lange Jahre nur viertklassig, gelang der Mannschaft 1970 ein für sie bedeutender Erfolg mit dem Gewinn des Suhler Bezirkspokals. Damit war die Teilnahme am DDR-weiten FDGB-Pokalwettbewerb 1970/71 verbunden. Die Liebensteiner wurden in der 1. Hauptrunde gegen die 2. Mannschaft des Oberligisten Sachsenring Zwickau ausgelost. Die BSG Motor hatte als unterklassige Mannschaft zwar Heimrecht, unterlag aber der in der zweitklassigen DDR-Liga spielenden Sachsenring-Mannschaft knapp mit 0:1.
Noch einmal tauchte Motor Bad Liebenstein in der Saison 1973/74 in der Bezirksliga Suhl für ein Jahr auf.

### BSG Motor Schweina
Nach mehr als zwanzig Jahren trennten sich die Wege von Bad Liebenstein und Schweina wieder. Beide Gemeinden wurden wieder selbständig und der Sportverein trat ab 1974 wieder unter dem Namen BSG Motor Schweina an.

### SG Glücksbrunn Schweina
In der Zeit der Wende in der DDR, im Sommer 1990, wurde die abermalige Umbenennung des Vereins beschlossen. Seit der Saison 1990/91 treten die Fußballer wieder unter ihrem alten Namen an. Erfolge waren der Gewinn des Bezirkspokals 2005, der Aufstieg in die Landesklasse 2005 und der Gewinn der Thüringer Landesmeisterschaft im Hallenfußball 2005. Nach dem Ende der Saison 2014/15 wurde die Fußballmannschaft Staffelsieger in der Landesklasse Thüringen Staffel Süd und stand schon drei Spieltage vor Saisonende als Aufsteiger in die Thüringenliga fest. Mit dem Ende der Saison 2018/19 erfolgte der Abstieg in die Landesklasse.
Mit der Saison 2022/23 spielt die SG nach dem erfolgreichen Aufstieg wieder in der Thüringenliga. Allerdings spielt die 1. Mannschaft nun unter dem Namen FC Schweina-Gumpelstadt.